# Clystea gracilis
Clystea gracilis là một loài bướm đêm thuộc phân họ Arctiinae, họ Erebidae.